# Autostrada G4 Pekin-Makau
Autostrada G4 Pekin-Hongkong-Makau (chiń. 北京－香港－澳门高速公路), nazywana także Autostradą Jinggang'ao (chiń. 京港澳高速公路; pinyin Jīnggǎng’ào gāosù gōnglù) – chińska autostrada łącząca Pekin z Kantonem, Hongkongiem oraz Makau. Znajduje się we wschodniej i południowo-wschodniej części kraju. Licząca 2283 km droga przebiega przez miasto wydzielone Pekin oraz prowincje Hebei, Henan, Hubei, Hunan i Guangdong.

## Historia
Pierwszy odcinek trasy, łączący Pekin z Shijiazhuang zbudowano w latach 1986 – 1993. Była to równocześnie pierwsza autostrada w kraju. Budowę całej G4 zakończono przed 2004 rokiem.

## Odgałęzienia
Od autostrady odchodzi łącznik Kanton – Makau, posiadający oznaczenie G4W.

## Trasy międzynarodowe
Arteria jest częścią międzynarodowych dróg azjatyckich AH1 oraz AH374.